# Dassault Mirage 5
Die Dassault Mirage 5 (manchmal falsch als Mirage V bezeichnet) ist eine Exportvariante der Mirage IIIE desselben Herstellers. Im Gegensatz zum Jagdflugzeug Mirage III ist die Mirage 5 primär als Erdkampfflugzeug konzipiert.

## Entwicklung
Drei Jahre nach der ersten Auslieferung der Mirage III gab Israel bei Dassault eine spezielle Version des damals hochmodernen Jagdflugzeuges in Auftrag. Die guten Wetterverhältnisse in der Region machten die komplexe Elektronik der Mirage III überflüssig. Gefordert wurde ein Flugzeug mit den gleichen Flugeigenschaften der Mirage III, aber ohne deren Komplexität. Doch ein nach dem Sechstagekrieg von Frankreich verhängtes Waffenembargo verhinderte die Auslieferung von fünfzig bereits produzierten und größtenteils auch bezahlten Maschinen an Israel. Da von dem Embargo auch Ersatzteillieferungen betroffen waren und die israelische Luftwaffe dringend neue Flugzeuge benötigte, sah sich Israel gezwungen, die nötigen Teile unabhängig von Frankreich zu beschaffen. Die Israelis beschafften sich unter anderem mit Hilfe des Schweizer Ingenieurs Alfred Frauenknecht die Baupläne des Triebwerkes der Mirage III und begannen 1971 mit der Fertigung der IAI Nescher.

## Konstruktion
Die Mirage 5 ist gegenüber dem Ausgangsmuster 450 kg leichter, günstiger und weitaus wartungsfreundlicher. Durch den Wegfall eines großen Teils der Elektronik konnte hinter dem Cockpit ein zusätzlicher 500-l-Treibstofftank eingebaut werden. Außerdem wurden zusätzliche Waffenstationen montiert. Trotz der Änderungen ist die Mirage 5 praktisch baugleich mit dem Vorgängermuster.

## Nutzerstaaten

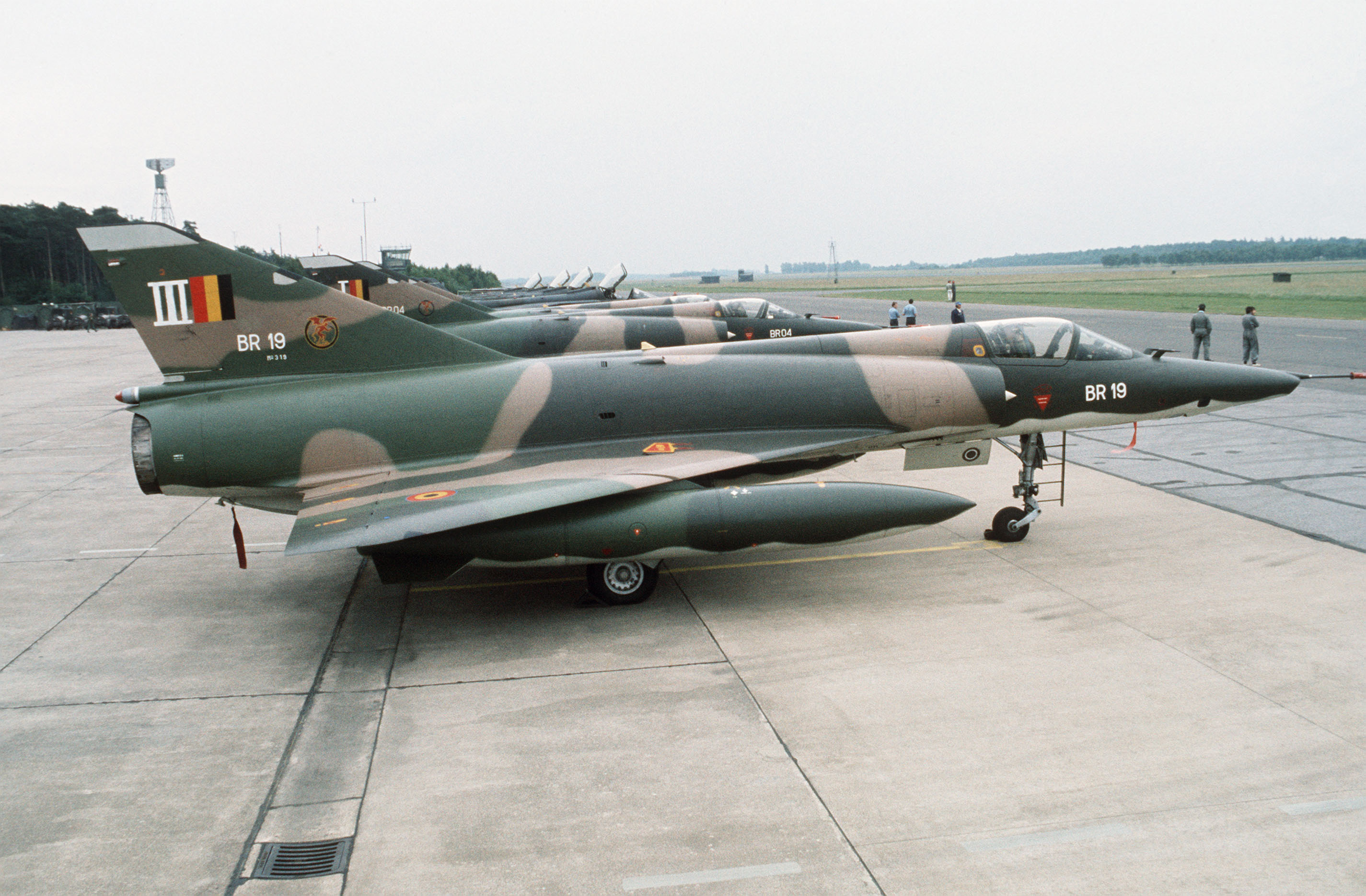
Belgische Mirage 5BR (1978)

- Argentinien: (10 Mirage 5P3/P4 von Peru, 2015 ausgemustert)
- Ägypten: 82 (16 Mirage 5E2, 54 Mirage 5SDE, 6 Mirage 5SDR, 6 Mirage 5SDD)
- Belgien: 106 (63 Mirage 5BA, 27 Mirage 5BR, 16 Mirage 5BD, alle 1993 ausgemustert, 25 an Chile verkauft)
- Chile: 17 (6 Mirage 50C, 8 Mirage 50FC, 3 Mirage 50DC, 2006–2007 ausgemustert)
- Demokratische Republik Kongo: 8 Mirage 5M, 3 Mirage 5DM, alle ausgemustert.
- Ecuador: 6 Mirage 50, alle ausgemustert
- Frankreich: 50 Mirage 5F, alle ausgemustert
- Gabun: 9 (3 Mirage 5G, 4 Mirage 5DG, 2 Mirage 5M, alle ausgemustert)
- Kolumbien: 18 (14 Mirage 5COA, 2 Mirage 5COD und 2 Mirage 5COR, alle ausgemustert)
- Libyen: 110 (53 Mirage 5D, 32 Mirage 5DE, 10 Mirage 5DR, 15 Mirage 5DD, alle ausgemustert, 50 an Pakistan verkauft)
- Pakistan: 151 (28 Mirage 5PA, 4 Mirage 5DPA2, 18 Mirage 5PA2, 18 Mirage 5PA3, 33 Mirage 5F, 50 Mirage 5D/DE/DD von Libyen) bis 2025 sollen alle ausgemustert sein.
- Peru: 40 (22 Mirage 5P, 10 Mirage 5P3, 2 Mirage 5P4, 4 Mirage 5DP, 2 Mirage 5DP3)
- Venezuela: 4 Mirage 5V, 2 Mirage 5DV, 13 Mirage 50EV, 3 Mirage 50DV, 2009 ausgemustert.
- Vereinigte Arabische Emirate: 17 (3 Mirage 5DAD + 14 Mirage 5EAD, alle ausgemustert und an Pakistan verkauft)

## Technische Daten
| Kenngröße                                   | Daten der Mirage 5                                                                                   |
| ------------------------------------------- | --- |
| Typ                                         | einsitziges taktisches Kampfflugzeug                                                                 |
| Besatzung                                   | 1 |
| Länge                                       | 15,55 m                                                                                              |
| Spannweite                                  | 8,22 m                                                                                               |
| Flügelfläche                                | 34,9 m²                                                                                              |
| Höhe                                        | 4,50 m                                                                                               |
| max. Waffenlast                             | 4.200 kg                                                                                             |
| Leermasse                                   | 6.600 kg                                                                                             |
| normale Startmasse als Abfangjäger          | 10.000 kg                                                                                            |
| max. Startmasse                             | 13.500 kg                                                                                            |
| interne Treibstoffkapazität                 | 3.830 l                                                                                              |

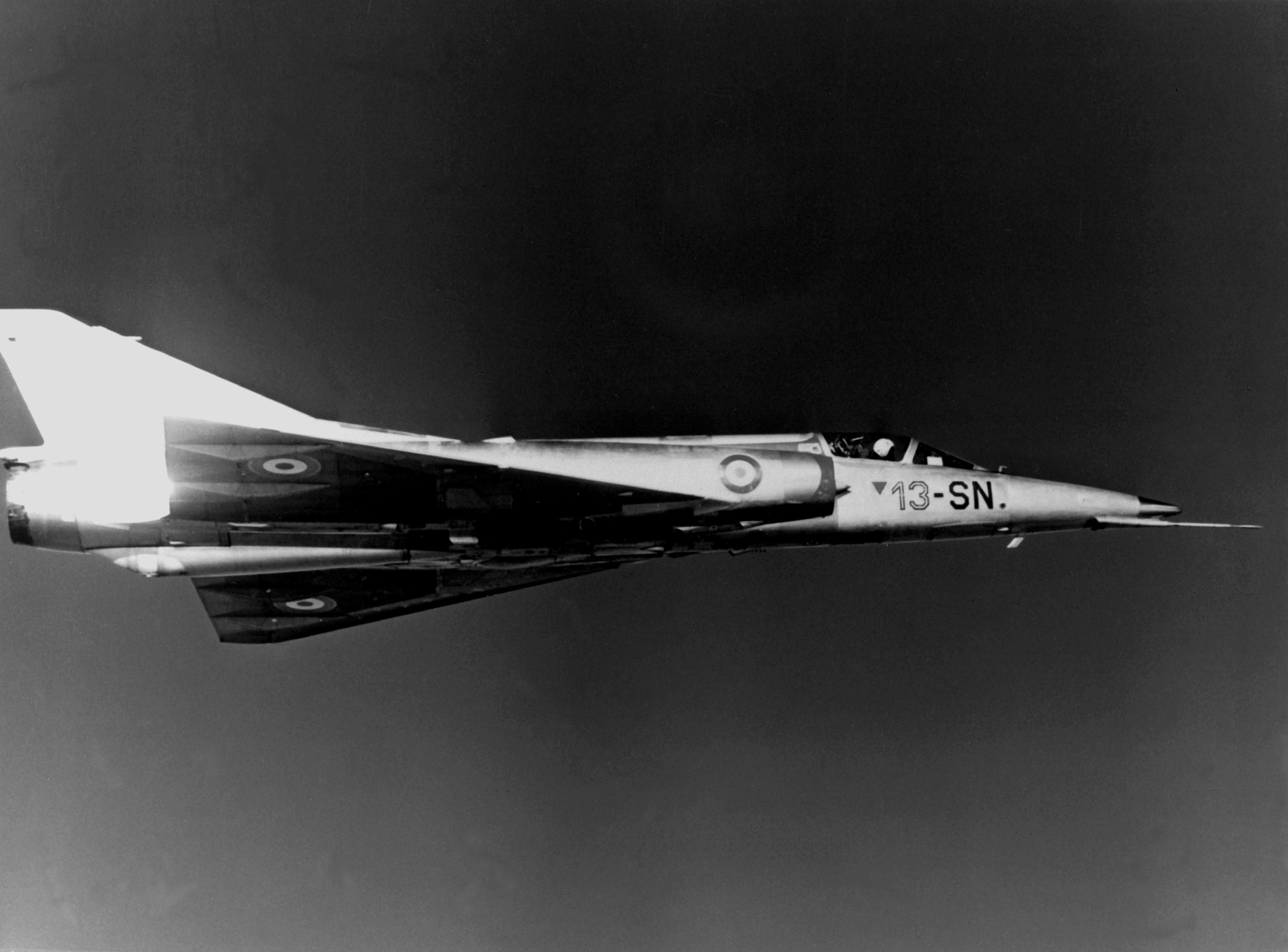
Mirage-5-Prototyp (1967)

| Höchstgeschwindigkeit                       | (ohne Außenlasten) - Mach 1,1 oder 1.335 km/h auf Meereshöhe - Mach 2,1 oder 2.230 km/h auf 12.000 m |
| Reisegeschwindigkeit auf 11.000 m           | 956 km/h                                                                                             |
| Dienstgipfelhöhe                            | 18.500 m                                                                                             |
| max. Steigrate von NN auf 11.000 m          | 186 m/s                                                                                              |
| Überführungsreichweite mit drei Zusatztanks | 4.000 km                                                                                             |
| Einsatzradius Tief-Tief-Tief                | 435 km                                                                                               |
| Einsatzradius Abfangjagd in großer Höhe     | 325 km                                                                                               |
| Einsatzradius Langstrecken-Abfangjagd       | 1.300 km                                                                                             |
| Flächenbelastung                            | 393 kg                                                                                               |
| Startrollstrecke mit normaler Waffenlast    | 1.450 m                                                                                              |
| Landerollstrecke ohne Landeschirm           | 1.620 m                                                                                              |
| Triebwerk                                   | ein Strahltriebwerk SNECMA Atar 09C-3                                                                |
| Schubkraft                                  | - Standschub: 42,17 kN oder 4.300 kp - Nachbrennerschub: 60 kN oder 6.200 kp                         |

## Bewaffnung
Im Rumpf integrierte Rohrwaffen
- 2 × 30-mm-Revolver-Maschinenkanone M553 DEFA mit je 125 Schuss Munition, fest installierte Bordbewaffnung

Kampfmittel bis zu 4.200 kg an sieben Außenlaststationen unter den beiden Tragflächen sowie unter dem Rumpf
Luft-Luft-Lenkflugkörper
- 2 × Startschienen für je 1 × Matra R.550 Magic 1/2 – infrarotgesteuerter Kurzstrecken-Luft-Luft-Lenkflugkörper
- 2 × Startschienen für je 1 × Super R.530 – radargesteuerter Mittelstrecken-Luft-Luft-Lenkflugkörper
- 2 × Startschienen für Rafael Shafrir 2 – infrarotgesteuerter Kurzstrecken-Luft-Luft-Lenkflugkörper
- 2 × LAU-7/A-Startschienen für je 1 × Philco-Ford AIM-9P Sidewinder – infrarotgesteuerter Kurzstrecken-Luft-Luft-Lenkflugkörper

Luft-Boden-Lenkflugkörper
- 1 × Aérospatiale AM-39 „Exocet“ – Seezielflugkörper

Ungelenkte Luft-Boden-Raketen
- 2 × Raketenwerfer Matra JL-100 mit je 18 × ungelenkten SNEB-Luft-Boden-Raketen, Kaliber 68 mm; kombiniert mit einem Abwurftank für 250 Liter (66 US gallons) Kerosin
- 2 × Matra F1-Raketen-Rohrstartbehälter für je 36 × ungelenkte SNEB-Luft-Boden-Raketen, Kaliber 68 mm
- 2 × Matra F2-Raketen-Rohrstartbehälter für je 6 × ungelenkte SNEB-Luft-Boden-Raketen, Kaliber 68 mm
- 2 × Matra F4 (Matra 155)-Raketen-Rohrstartbehälter für je 18 × ungelenkte SNEB-Luft-Boden-Raketen, Kaliber 68 mm
- 2 × TBA 100-4 (F3)-Raketen-Rohrstartbehälter für je 4 × ungelenkte SNEB-100-Luft-Boden-Raketen, Kaliber 100 mm

Ungelenkte Bomben
- 12 × SAMP EU2 (250-kg-Freifallbombe; analog Mk.82)
- 3 × SAMP T200 (400-kg-Freifallbombe; analog Mk.83)
- 3 × Matra/Thomson-Brandt BLG 66 „Belouga“ (305-kg-Streubombe)
- 8 × Matra „Durandal“ (raketengetriebene 219-kg-Anti-Startbahn-Bombe)
- 1 × 30-6-M2-Waffenträger mit 18 × Thomson-Brandt BAT-120 (34-kg-Splitterbombe)
- 1 × 30-6-M2-Waffenträger mit 18 × Thomson-Brandt BAP-100 (raketengetriebene 32,5-kg-Anti-Startbahn-Bombe)

Zusatzbehälter
- 1 × Dassault CC.240-Kanonenbehälter mit 1 × 30-mm-Revolver-Maschinenkanonen M553 DEFA und 250 Schuss Munition
- 2 × RPK-Zusatztank/Waffenträger für je 625 Liter Kerosin und 3 Bombenschlösser
- 2 × abwerfbarer Zusatztank RP36 für je 1200 Liter Kerosin
- 2 × abwerfbarer Zusatztank RP30 für je 1700 Liter Kerosin
- 1 × Philips-Matra Phimat Täuschkörperwerfer mit 210 Düppel-Patronen

## Vergleichbare Typen
- Mirage III
- Northrop F-5
- Chengdu J-7
- Mikojan-Gurewitsch MiG-21
- Suchoi Su-7
- Suchoi Su-9
- Suchoi Su-11
- IAI Kfir
- IAI Nescher